# 圣关
圣关（法語：Saint-Goin，法語發音：[sɛ̃ ɡwɛ̃]）是法国大西洋比利牛斯省的一个市镇，属于奥洛龙圣玛丽区。

## 地理
圣关（43°14'49"N, 0°42'4"W）面积5.54 平方千米，位于法国新阿基坦大区大西洋比利牛斯省，该省份为法国东南部省份，涵盖了贝阿恩与北巴斯克，西临大西洋比斯開灣，北至朗德省，东北接热尔省，东临上比利牛斯省，南与西班牙接壤。
与圣关接壤的市镇（或旧市镇、城区）包括：阿朗、巴尔屈斯、热龙斯、热于多洛龙。

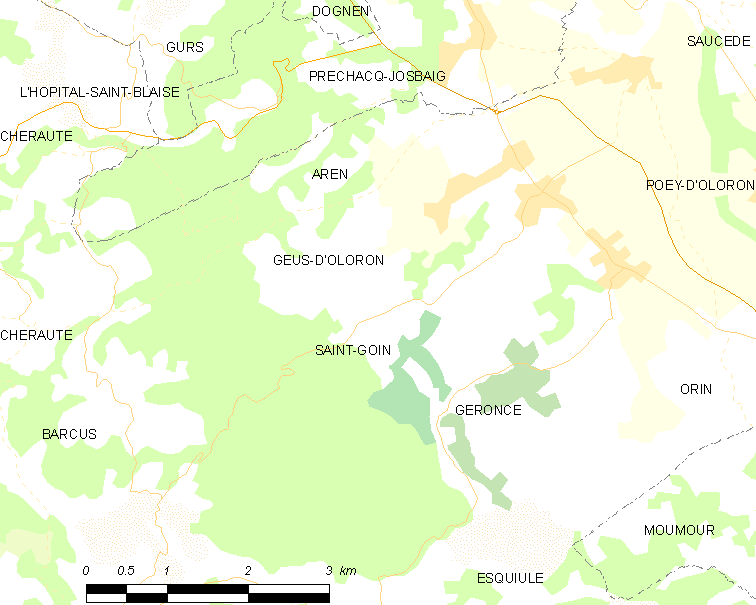
圣关的OSM定位图

圣关的时区为UTC+01:00、UTC+02:00（夏令时）。

## 行政
圣关的邮政编码为64400，INSEE市镇编码为64481。

## 政治
圣关所属的省级选区为奥洛龙-圣玛丽第一县。

## 人口

1962-2008年间圣关人口变化图示

圣关于2022年1月1日时的人口数量为224人。